# Рыхарам
Рыхарам (малаял. ഋകാരം) — ры, буква алфавита малаялам, по традиции относится к гласным буквам (сварам), но обозначает слог из звонкого одноударного ретрофлексного согласного /ṛ / и гласного /ɨ/, используется в начале слова в санскритских словах (Ригведа, риши). Внутри слова используется сварачихнам ൃ (കൃഷ്ണൻ — Кришна).